# Andnöd (TV-serie)
Andnöd (spanska: Respira) är en spansk dramaserie i sjukhusmiljö som hade premiär den 30 augusti 2024 på strömningstjänsten Netflix. Seriens första säsong består av åtta avsnitt är skapad av Carlos Montero.

## Handling
Ett engagerat sjukhusteam gör allt för att rädda liv på en hektisk akutmottagning.

## Rollista (i urval)
- Najwa Nimri - Patricia Segura
- Aitana Sánchez-Gijón - Pilar Amaro
- Blanca Suárez - Jéssica Donoso
- Manu Ríos - Biel de Felipe
- Borja Luna - Néstor Moa
- Abril Zamora - Neus